# نوكيا 5310

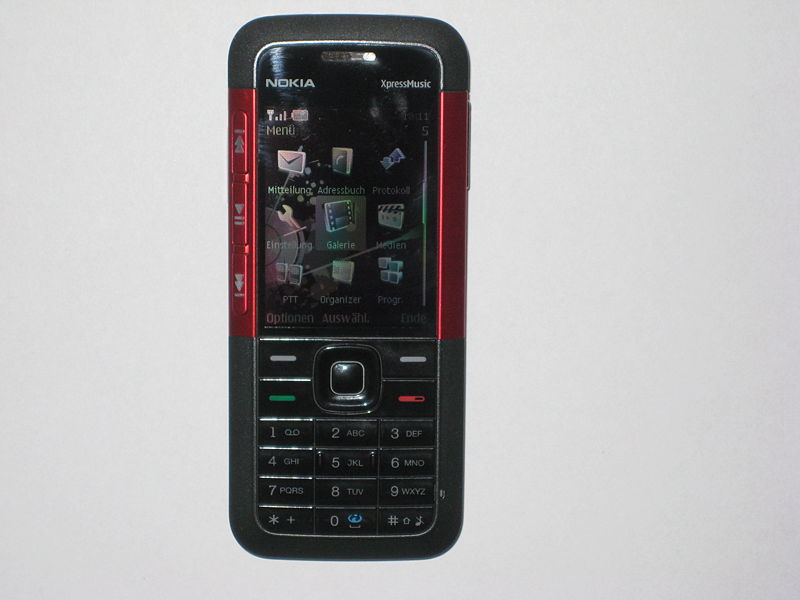
نوكيا 5310

نوكيا 5310 هو أحد أجهزة نوكيا، شركة الهواتف والتقنية النقالة. يأتي هذا الجهاز مع شاشة نوعها 240 * 320 24 بت (16,777,316) لون. تم إصدار هذا الجهاز في 2007. أما بالنسبة لوضعية إنتاجه الحالية فلا يزال يُنتج. تقنيته/تردده هي النظام العالمي للإتصالات المتنقلة. جيل الجهاز هو GSM4 عامل الشكل (التصميم) للجهاز هو «قطعة حلوى». الجهاز يحتوي على كاميرا نوعها2 ميغابيكسيل